# Калашниковский сельский совет
Калашниковский сельский совет (укр. Калашниківська сільська рада) — входит в состав
Полтавского района
Полтавской области
Украины.
Административный центр сельского совета находится в 
с. Калашники.

## Населённые пункты совета
- с. Калашники
- с. Гвоздиковка
- с. Клименки
- с. Малые Козубы
- с. Михайлики
- с. Писаренки
- с. Подлепичи
- с. Сердюки
- с. Твердохлебы